# Eros Maichrowicz
Eros Maichrowicz (ur. 1941 w Kurytybie) – brazylijski malarz, autor komiksów i projektant reklam.
Jest samoukiem, pracował w branży reklamowej, gdzie projektował opakowania różnych produktów i druków reklamowych. Następnie rozpoczął studia w Escola Panamericana de Arte w São Paulo, po ukończeniu których pracował w brazylijskim Instytucie Pedagogicznym. Zajmował się ilustrowaniem książek dla dzieci, do czego używał grafiki komputerowej. Kolejnym etapem kariery zawodowej było odręczne ilustrowanie wydawnictw i rysowanie komiksów. Od 1982 Eros Maichrowicz zajmuje się malarstwem olejnym i akwarelą, tworzy obrazy o tematyce marynistycznej, wizerunki starych budynków, a także przedstawiające faunę i florę. Krytycy nazywają artystę „Morretes Eros”.